# Jotunheimen
Jotunheimen (česky Domov obrů), je horská oblast o rozloze přibližně 3500 km² v jižním Norsku patřící do Skandinávského pohoří. Nachází se v něm 29 nejvyšších hor Norska, včetně té nejvyšší Galdhøpiggen (2469 m).
Jotunheimen se rozprostírá na hranici krajů Oppland a Sogn a Fjordane.

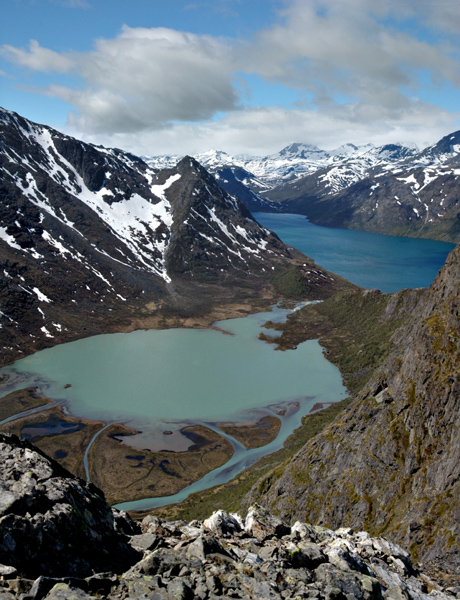
Pohled z Knutshøi na Jotunheimen

Jotunheimen zahrnuje Národní park Jotunheimen, který byl založen v roce 1980 a zabírá rozlohu 1,151 km².
Součástí národního parku je také pohoří Hurrungane s nejpříkřejšími vrcholky v Jotunheimen. S parkem sousedí přírodní rezervace Utladalen.
Jotunheimen je velmi oblíbený mezi turisty a horolezci, a Asociace norských turistů zde provozuje několik turistických chat a značené turistické trasy, které spojují chaty a vedou na vybrané vrcholy.

## Jméno
V minulosti neexistovalo běžně používané pojmenování tohoto rozsáhlého pohoří, až v roce 1820 norský geolog a horolezec Baltazar Mathias Keilhau (1797–1858) navrhl jméno Jotunfjeldene „Pohoří obrů“ (inspiroval se německým jménem pro Krkonoše Riesengebirge). Toto jméno bylo v roce 1862 básníkem Aasmundem Olavssonem Vinjem (1818–1879) změněno na Jotunheimen, což bylo inspirováno pojmenováním Jötunheim, jeden z devíti světů Severské mytologie.